# قرية كولوني (نيويورك)
قرية كولوني (بالإنجليزية: Colonie (village), New York)‏ هي منطقة سكنية تقع في الولايات المتحدة في نيويورك (ولاية). يقدر عدد سكانها بـ 7,793 نسمة .